# Triglochin barrelieri
Triglochin barrelieri är en sältingväxtart som beskrevs av Jean Loiseleur-Deslongchamps. Triglochin barrelieri ingår i släktet sältingar, och familjen sältingväxter. Inga underarter finns listade.

## Bildgalleri

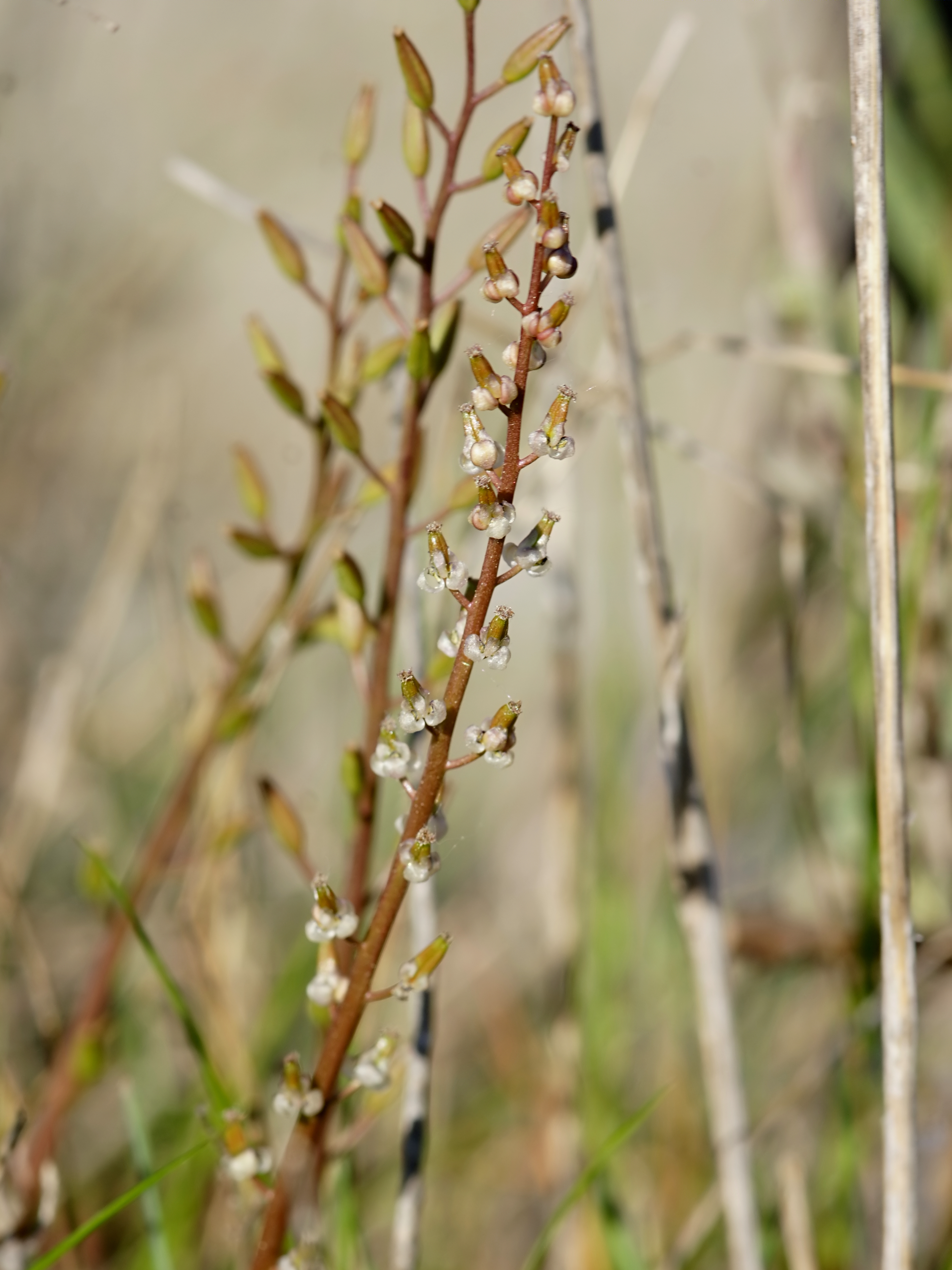
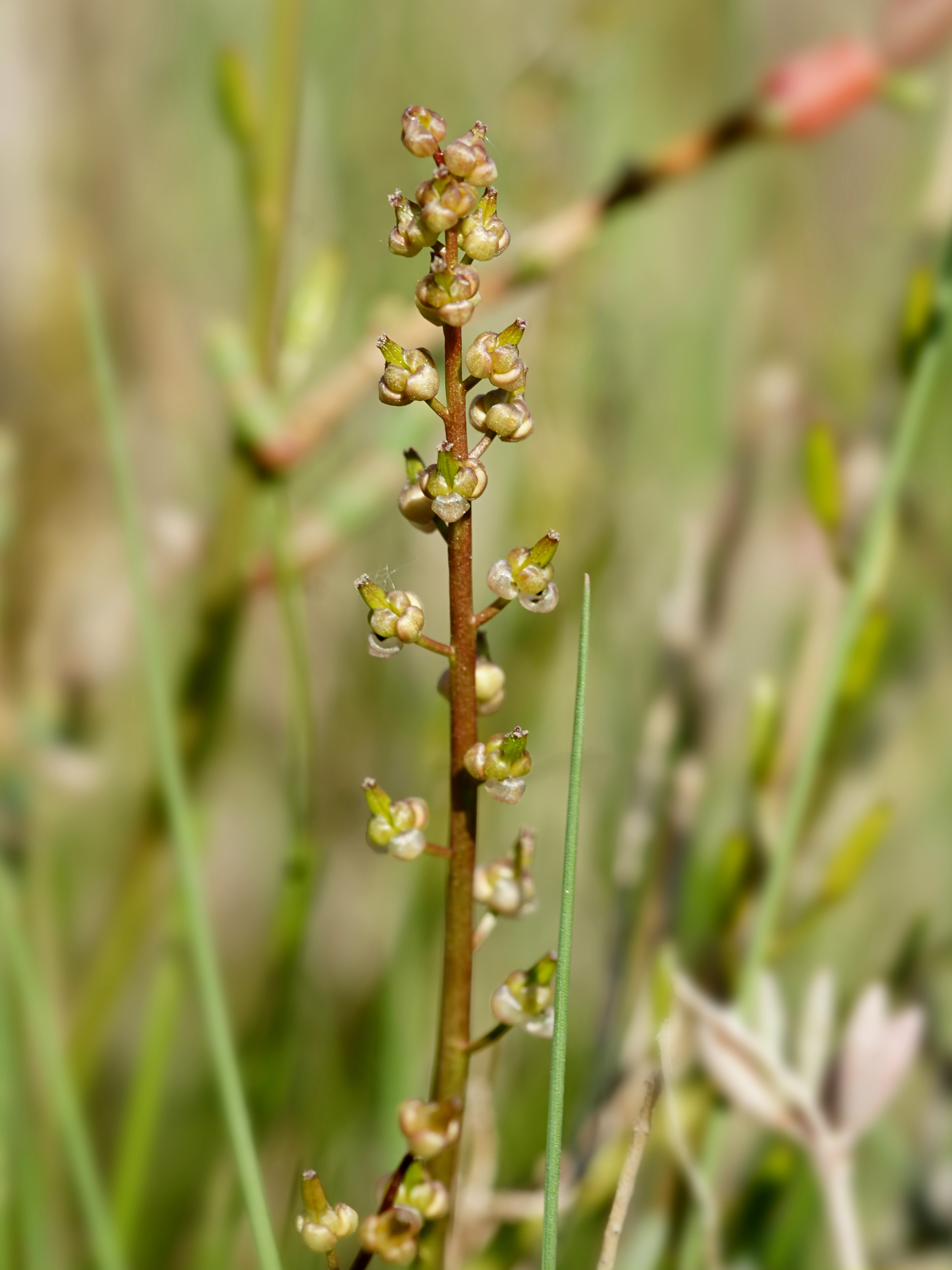
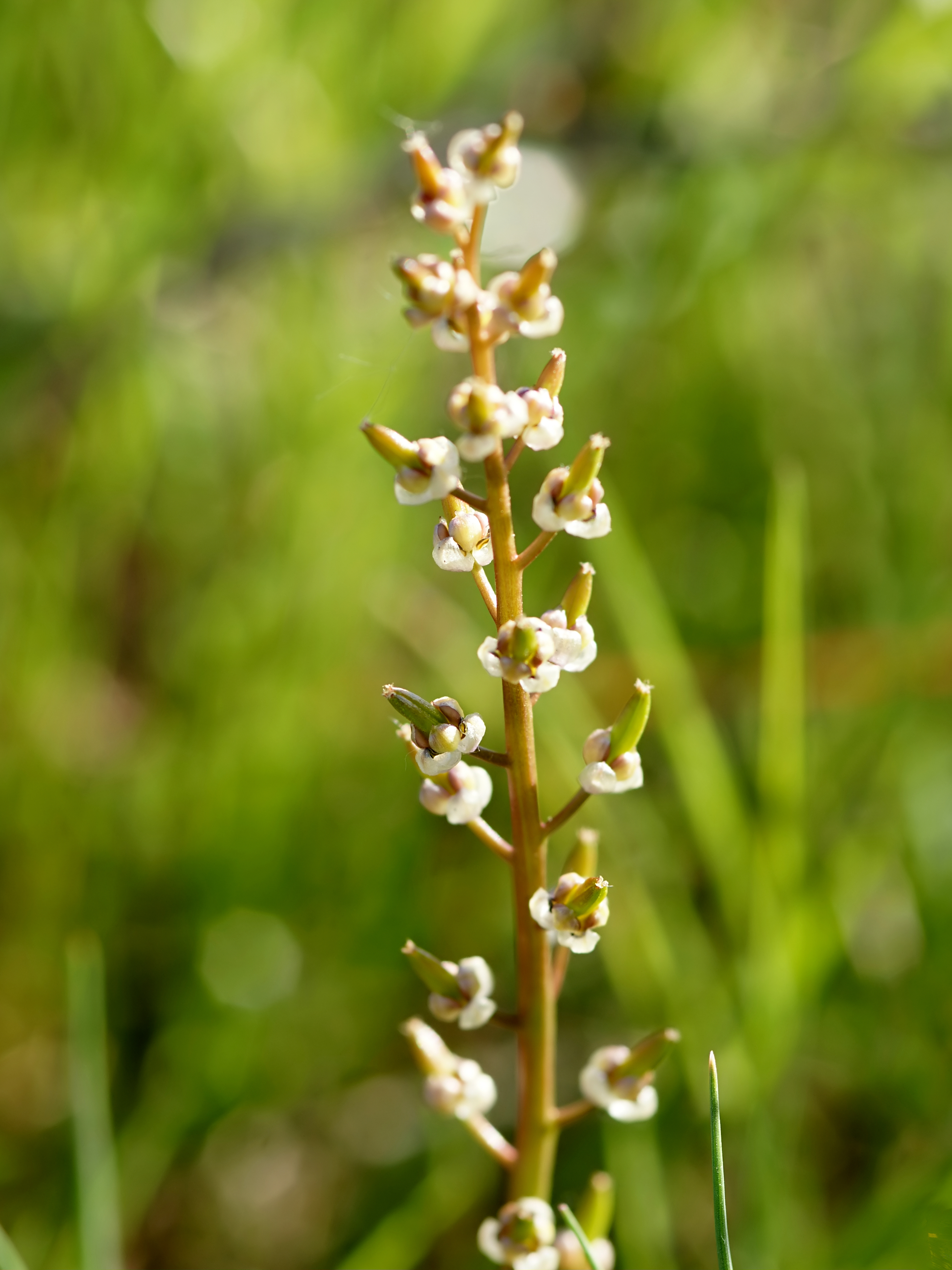
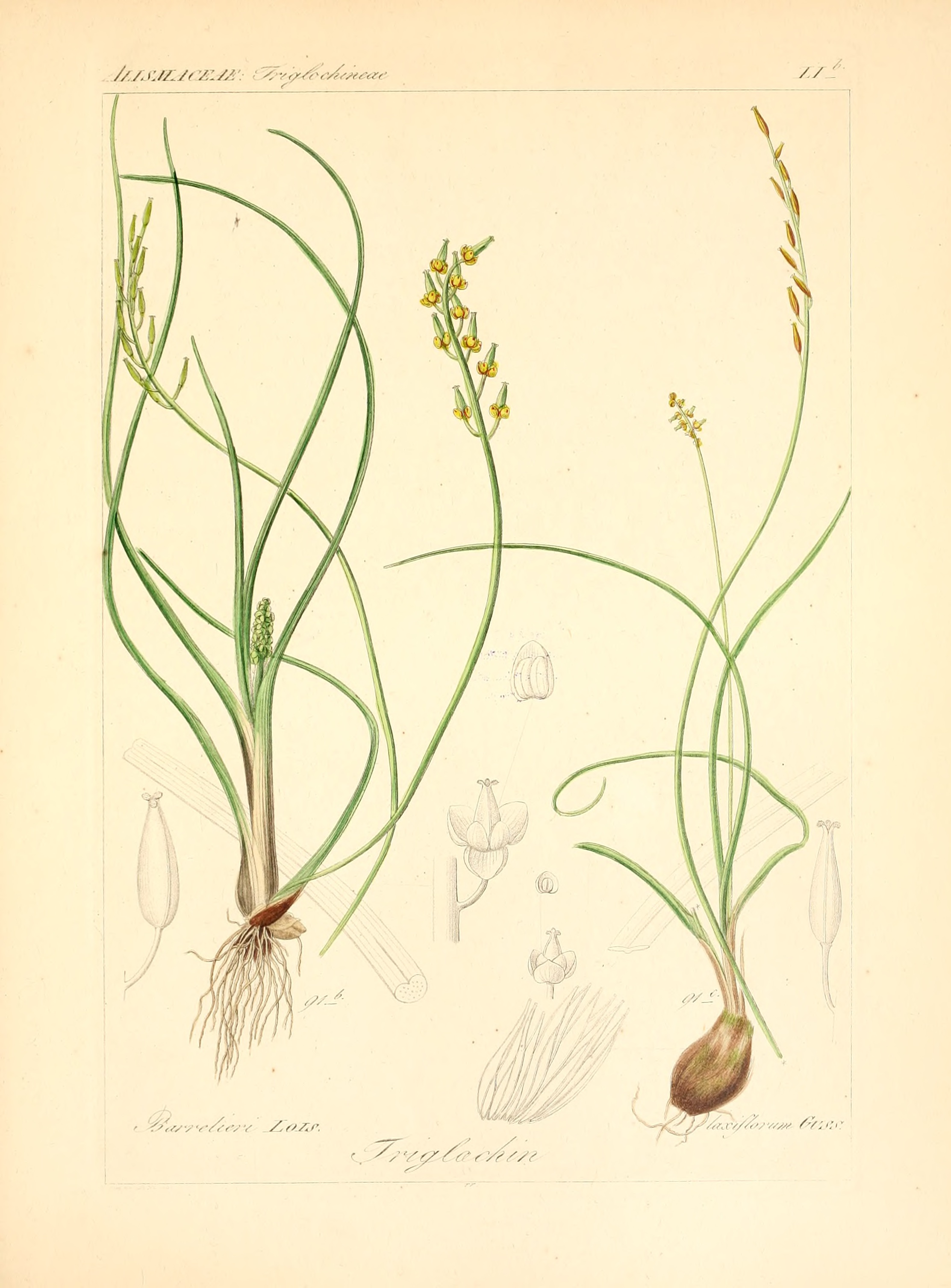